# Gandhi, My Father
Pour plus de détails, voir Fiche technique et Distribution.
Gandhi, My Father (« Gandhi, mon père ») est un film indien de 2007 réalisé par Feroz Abbas Khan. Il a été produit par la star de Bollywood, Anil Kapoor, et est sorti le 3 août 2007 en Afrique du Sud, son lieu de tournage, devant le président Thabo Mbeki. Lors de la première figurait un message vidéo de Nelson Mandela qui raconta s'être reconnu dans le film. 

## Synopsis
Gandhi, my father raconte la relation tumultueuse entre Harilal Gandhi (joué par Akshaye Khanna) et son père, le Mahatma Gandhi (joué par Darshan Jariwala).

## Fiche technique
- Titre : Gandhi, My Father
- Réalisation : Feroz Abbas Khan
- Scénario : Feroz Abbas Khan d'après Harilal Gandhi - A Life de Chandulal Dalal et Gandhiji's Lost Jewel de Neelamben Parikh
- Musique : Piyush Kanojia
- Photographie : David McDonald
- Montage : A. Sreekar Prasad
- Production : Anil Kapoor
- Société de production : Anil Kapoor Film Company et Eros Worldwide
- Pays :  Inde
- Genre : Biopic, drame et historique
- Durée : 136 minutes
- Dates de sortie : 
  -  Inde : 3 août 2007

## Distribution
- Akshaye Khanna : Harilal Gandhi
- Darshan Jariwala : Mohandas Karamchand Gandhi
- Shefali Shah : Kasturba Gandhi
- Bhoomika Chawla : Gulab Gandhi
- Daniel Janks : Henry Polak
- Ilanit Shapiro : Sonja Schlesin
- Mithilesh Chaturvedi : Zakaria
- Gregg Viljoen : le général Ian Smutts
- Rustom Irani : Mahadev Desai
- Nayan Shukla : Jeevan
- Padmesh Rawal : Narottamdas
- Richard Ellis : M. Damji
- Natalie Hughes : Millie Polak